# Los Sánchez
Los Sánchez (trad.: Os Sánchez) é uma telenovela mexicana exibida pela Azteca e produzida por Genoveva Martínez e Carlos Moreno Laguillo em 2004. 
Foi protagonizada por Luis Felipe Tovar e Martha Mariana Castro com antagonização de Leticia Huijara e Alejandro Bracho.

## Enredo
Tito Sánchez é um homem bom, vendedor de frutas e verduras no Mercado da Merced, quem por um golpe de sorte se converte no Presidente de um dos corporativos mais importantes do país. Com certeza sua familia está feliz e os amigos do bairro também, mas há alguém que não pode compartir desta felicidade. Se trata de Emilio Uriarte, o que até pouco foi o braço direito de Mercedes Lozada, a fada madrinha que converte a Tito em multimilionário executivo. Emilio sempre pensou que ele, por direito teria que herdar a fortuna de Mercedes, mas com a presença de Tito seus sonhos se vão pelo ralo e isso é demais para que alguém como Uriarte o suporte.
Conhece a vida e aventuras de Tito Sánchez, o tipo de bairro nobre, habilidoso e saidor que vai trocar as caixas de tomates pelas grandes negociações internacionais. Sua melhor arma é a simpatia e o ingenuidade de um homem de bairro.
Neste caminho, Tito vai encontrar o amor, a desilusão e até a traição, mas sempre saberá seguir adiante, conta com seus amigos, sua fada madrinha, seu grande ingenio, mas sobre tudo com sua familia. Tito Sánchez sairá sempre adiante por uma sensível razão… ele é o chefe da familia "Los Sánchez".

## Elenco
- Luis Felipe Tovar – Tito Sánchez
- Martha Mariana Castro – Yoli Sánchez
- Leticia Huijara – Charito de Uriarte
- Alejandro Bracho – Emilio Uriarte
- Martha Cristiana – Cecilia Uriarte
- Libertad – Raúl "Laisa" Sánchez
- Victor García – Leo Sanchez
- Alejandra Ley – Hilda Sanchez
- Magalí Boysselle – María Sánchez
- Joanydka Mariel - Gloria Sánchez
- Graciela Orozco - Mamá de T. Sánchez
- Christian Guiot – Maxi Sánchez
- David Zepeda – Omar
- Marimar Vega – Pilar Mancinni
- Fredy Villa-Facundo Uriarte
- Simone Victoria ... Dulcinea
- Leonardo Rey – Facundo Uriarte
- Mariana Lance – Sofía
- Luis Miguel Lombana – Paul Manzinni
- Luis Alberto López – Gerardo
- Veronica Segura – Tamara
- Hernan Mendoza – Cacho
- Daniela Garmendia
- Amaranta Ruíz - Susi
- Mercedes Pascual – Mercedes